# Agrotis raveni
Agrotis raveni är en fjärilsart som beskrevs av Köhler 1973. Agrotis raveni ingår i släktet Agrotis och familjen nattflyn. Inga underarter finns listade i Catalogue of Life.